# Prawosławni arcybiskupi Ameryki
Archidiecezja  Ameryki jest jednostką Kościoła prawosławnego, podlegającą zwierzchnictwu Patriarchatu Konstantynopolitańskiego. Erygowana została w 1922.
Wbrew nazwie archidiecezja obejmuje jedynie  Stany Zjednoczone.

## Arcybiskupi Ameryki
- Aleksander (arcybiskup Ameryki) (1922–1930)
- Atenagoras (1931–1948); późniejszy patriarcha Konstantynopola
- Timoteos (arcybiskup Ameryki) (1949)
- Michał (arcybiskup Ameryki) (1949–1958)
- Jakub (Kukuzis) (1959–1996)
- Spyridon (arcybiskup Ameryki) (1996–1999)
- Dymitr (Trakatellis) (1999–2019)
- Elpidifor (Lambriniadis) (od 2019)